# Жоламан (село, Жетысуская область)
Жоламан (каз. Жоламан) — село в Кербулакском районе Жетысуской области Казахстана. Административный центр Жоламанского сельского округа. Код КАТО — 194639100.

## География
Село расположено в юго-восточной части Казахстана, в предгорьях Жетысу Алатау. Ближайший крупный населённый пункт — село Сарыозек. До районного центра, села Басши, около 45 км. Местность равнинная, пригодна для земледелия и скотоводства. Поблизости протекает небольшая река.

## История
Село было основано в 1931 году как совхоз «Жоламан». В советский период специализировалось на животноводстве и зерновом хозяйстве. После распада СССР совхоз преобразован в частные хозяйства.

## Население
По данным переписи 2009 года, население составляло 1505 человек. Основное население — казахи. Основной язык — казахский. Преобладающая религия — ислам.

## Администрация
Аким села — Жанаберлиев Азамат Бейсенбаевич.

## Экономика
Основу экономики составляют сельское хозяйство, выращивание зерновых культур, разведение крупного рогатого скота, овцеводство. Имеются частные фермерские хозяйства.

## Инфраструктура
- Средняя школа;
- Дом культуры;
- Сельская амбулатория;
- Мечеть;
- Магазины;
- Автобусное сообщение с райцентром.

## Транспорт
Село связано дорогами местного значения с другими населёнными пунктами. Ближайшая железнодорожная станция находится в Сарыозеке.

## Культура
Сохраняются национальные казахские традиции. Проводятся праздники, такие как Наурыз. Фольклорные мероприятия проходят в доме культуры.

## Население
В 1999 году население села составляло 1684 человека (824 мужчины и 860 женщин). По данным переписи 2009 года, в селе проживало 1505 человек (786 мужчин и 719 женщин).

## Топографические карты
- Лист карты L-43-144 Карашокы  79-83  вар. Масштаб: 1 : 100 000. Указать дату выпуска/состояния местности.